# Inchgower

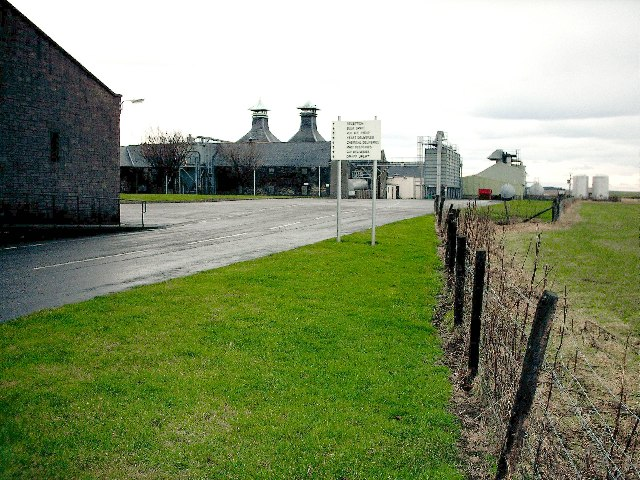
Provoz firmy Inchgower

Inchgower je skotská palírna společnosti United Distillers nacházející se ve městě Buckie v kraji Banffshire, jež vyrábí skotskou sladovou malt whisky.
Palírna byla založena v roce 1871 a produkuje čistou sladovou malt whisky. Původní palírna patřila společnosti Bell’s a díky tomu zůstala po dobu své existence ve své původní podobě (bez přestavby). Největší rozmach palírna zažila v rozmezí 60 až 70 let 20. století, kdy tato značka zaútočila na celý britský trh. Produkuje whisky značky Inchgower, což je 14letá whisky s obsahem alkoholu 43 %. Tato whisky má slanou dubovou chuť s náznakem rašelinovosti.